# Schwarzer Walfisch

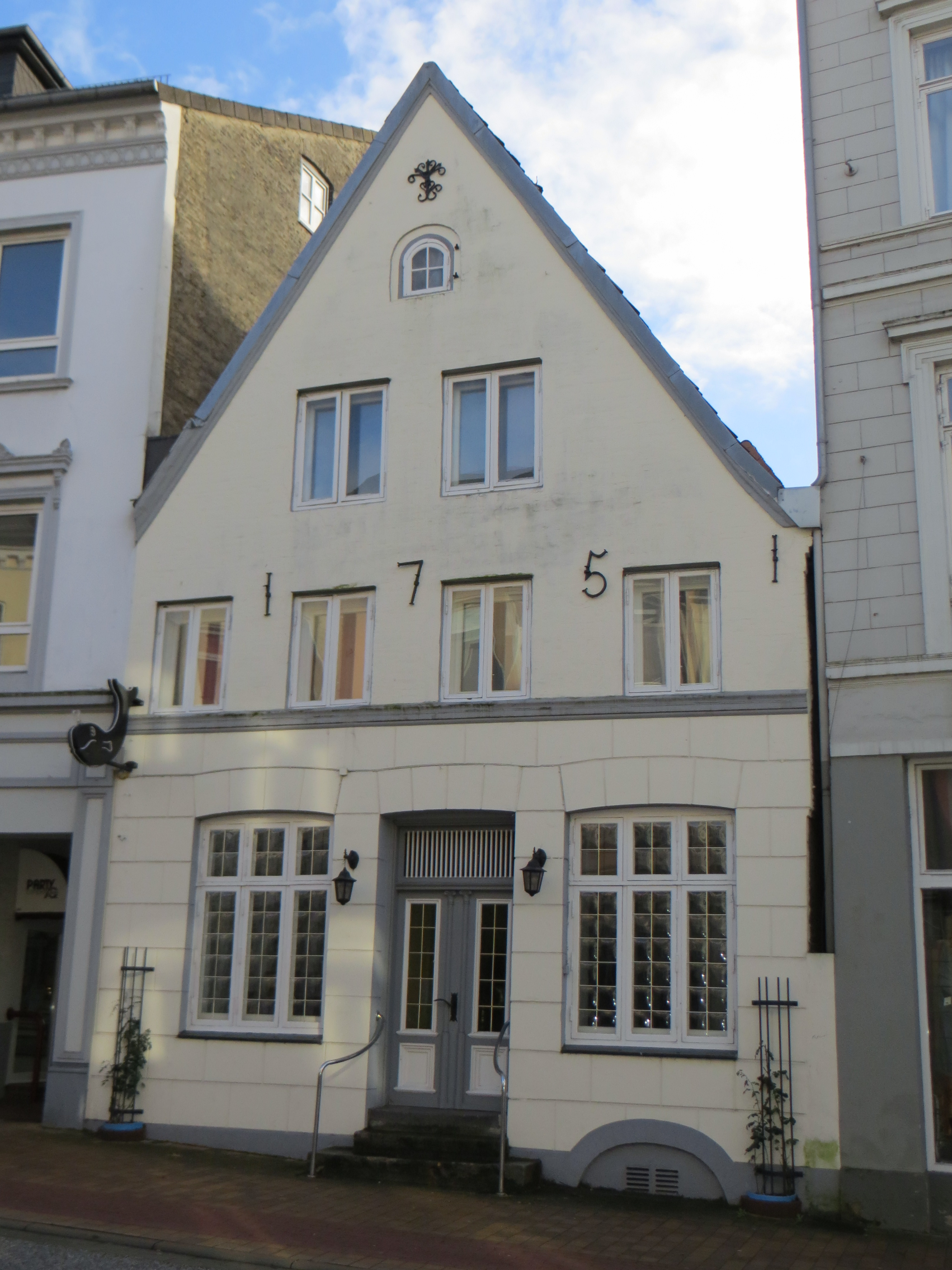
Der Schwarze Walfisch in der Angelburger Straße 44

Das Gasthaus Schwarzer Walfisch in Flensburg in der Angelburger Straße Nr. 44 gilt als älteste Gastwirtschaft der Stadt und gehört zu ihren Kulturdenkmalen.

## Errichtung und Einrichtung der Gastwirtschaft
Das Gebäude wurde offenbar schon im 16. Jahrhundert errichtet. Aus dieser Zeit stammt noch die Dachkonstruktion im Keller. Zur damaligen Zeit lag die Hafenspitze noch nahe der Angelburger Straße, unweit des Gebäudes. Im Laufe der folgenden Jahrhunderte kam es zu starken Versandungen, so dass sich die Hafenspitze weiter nach Norden verlagerte und das Gebäude somit seine Hafennähe schrittweise verlor. 1751 wurde das Gebäude weitgehend erneuert und erhielt an der Fassade Zahlenanker, die auf das besagte Jahr hinweisen. An dem Gebäude schließt sich zudem ein zweigeschossiges Speichergebäude aus dem 17/18. Jahrhundert an. Seit 1837 dient das Gebäude als Gasthaus, das zunächst Thomsen’s Gasthof hieß und erst später in Schwarzer Walfisch umbenannt wurde. Der Gaststättenname erinnert an die Walfangzeit, mit den auch von Flensburg ausgehenden Grönlandfahrten im 18. bis zum 19. Jahrhundert. 1887 wurde zur Erweiterung der Gastwirtschaft ein weiterer, dreigeschossiger Flügel durch den Architekten Alexander Wilhelm Prale hinzugefügt und dabei gleichzeitig das Vorderhaus vermutlich nochmals umgestaltet. 1897 wurde diesem wiederum ein dritter, zweigeschossiger Flügel hinzugefügt. Irgendwann in dieser Zeit wurde die Gaststube im Erdgeschoss mit altdeutschen Möbeln ausgestattet. Das Haus wechselte im Laufe der Zeit mehrfach seine Eigentümer und Pächter.

## Geschehnisse in der Gastwirtschaft

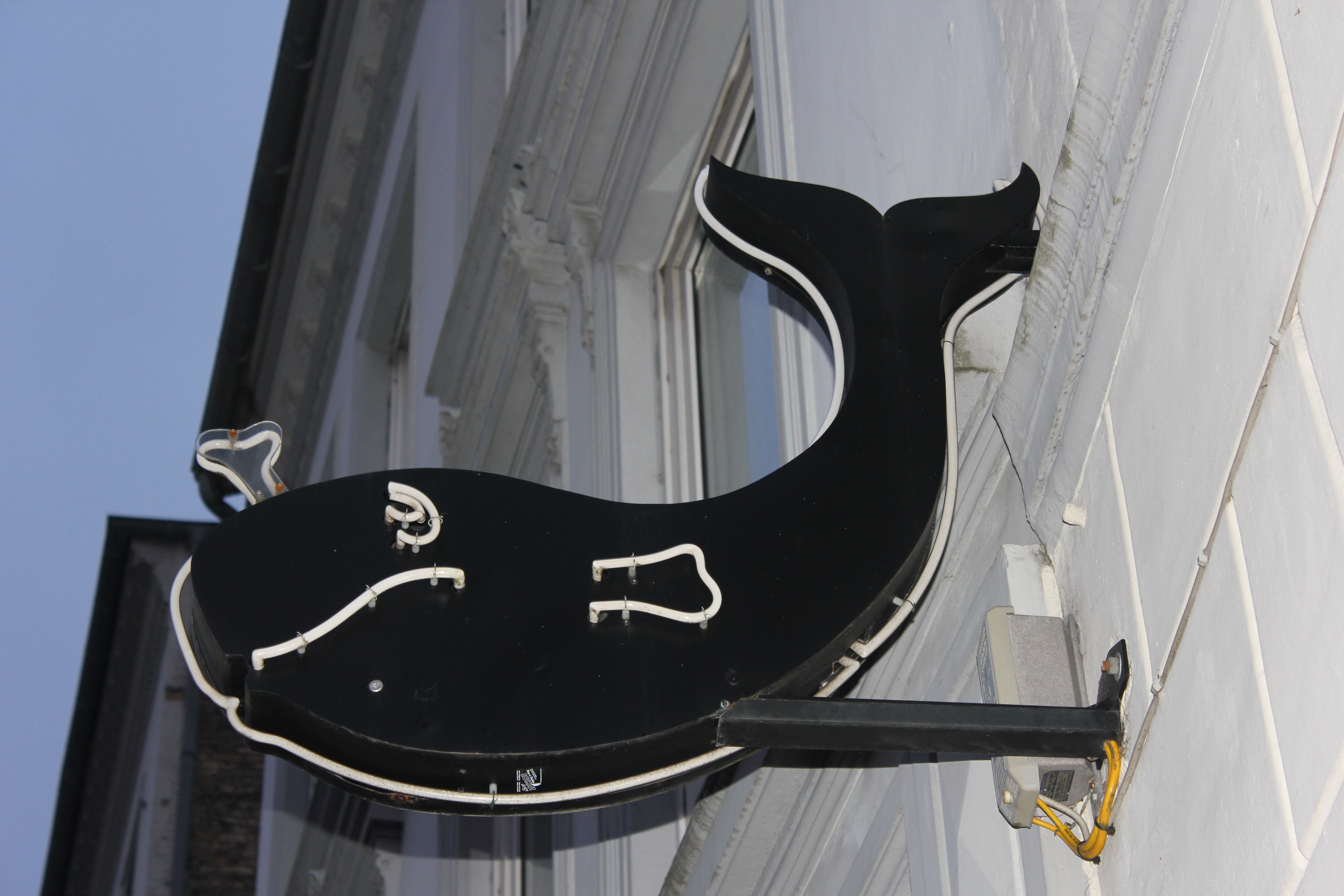
Der schwarze Walfisch an der Vorderfront des Gasthauses

1866 gründeten Kaufleute und Hausbesitzer aus dem St.-Johannis-Kirchenkreis den St.-Johannis-Club, der bis heute als nicht eingetragener Verein besteht. Der Club, dessen Mitglieder ursprünglich das Geschäftsleben sowie die Wirtschaftslage bei Treffen besprachen, dient bis heute der Geselligkeit. Am 7. März 1884 wurde im rechten Hinterzimmer der Gastwirtschaft von 56 Männern der Stammtisch „Rechte Ecke“ gegründet, der sich seitdem wöchentlich zu Gesprächen trifft. Die Mitglieder des Stammtisches waren schon damals Kaufleute, Juristen, Ärzte und Beamte. Unter ihnen befanden sich Herm. G. Dethleffsen (Bommerlunder), Emil Petersen (Flensburger Brauerei) sowie August Grün (Hansen Rum). Die Mitgliedschaft ist bis heute nur durch persönliche Empfehlungen und eine anschließende Abstimmung erlangbar.
Um den 3. Mai 1945 herum besoffen und vergnügten sich SS-Angehörige mit Wehrmachthelferinnen im Schwarzen Walfisch. Die SS-Angehörigen waren, der Rattenlinie Nord folgend, nach Flensburg gekommen, nachdem im dortigen Vorort Mürwik die letzte Reichsregierung eingerichtet worden war. Zudem soll Reichsführer SS Heinrich Himmler in diesen Tagen zeitweise im Schwarzen Walfisch Quartier bezogen haben. Vom unweit des Schwarzen Walfisches gelegenen Hafermarkt führte eine Straße direkt zum Sonderbereich Mürwik und eine andere, ungefähr ein Kilometer weiter, aufs Angeliter Land. In einer Kabinettssitzung in Mürwik, an der Himmler teilnahm, wurde dieser von Dönitz aller seiner Ämter enthoben. Am 8. Mai, als die bedingungslose Kapitulation der Wehrmacht erfolgte oder spätestens am 11. Mai 1945 verließ Himmler den Flensburger Raum wieder und flüchtete weiter nach Süden ins Niedersächsische Gebiet, wo er von britischen Soldaten gefangen genommen wurde und kurz danach am 23. Mai 1945 in Lüneburg durch Suizid starb.
Anfang 1967 begann der Flensburger Denkmalstreit um die Gedächtniskapelle für die Gefallenen beider Weltkriege in der St.-Marien-Kirche. Die streitenden Pastoren von St. Marien und die beteiligten Füsilier-Veteranen versuchten sich im Schwarzen Walfisch zu verständigen, doch dies scheiterte und der Streit geriet letztlich in die Öffentlichkeit, wo er sich ausbreitete. In den 1970er Jahren wurde das Angebot von Gästezimmern zum Übernachten im Schwarzen Walfisch abgeschafft. Am 29. September 1979 gründeten sieben Schiffer in einem Nebenraum der Gastwirtschaft den Museumshafen Flensburg e.V.

## Schließung und heutige Situation
Seit 2004 ist die Gastwirtschaft geschlossen. Der Stammtisch „Rechte Ecke“ zog mit seinen wöchentlichen Treffen in die St. Knudsborg um. Der Selbsthilfe-Bauverein kaufte 2016 von der Schlachterei Jepsen das Gebäude mit dem dahinterliegenden Gelände, das teilweise noch unbebaut ist. Seit Dezember 2021 betreibt der Craft-Beer-Fachhändler Brewcomer in den Räumen eine Pop-up-Filiale.